# Lucy Smith
Lucy Smith es una deportista canadiense que compitió en duatlón. Ganó una medalla de plata en el Campeonato Mundial de Duatlón de 1996.

## Palmarés internacional
| Campeonato Mundial | Campeonato Mundial | Campeonato Mundial | Campeonato Mundial |
| Año                | Lugar              | Medalla            | Prueba             |
| ------------------ | ------------------ | ------------------ | ------------------ |
| 1996               | Ferrara (Italia)   | Medalla de plata   | Individual         |